# Diocèse de Pereira
Le diocèse de Pereira (en latin : Dioecesis Pereirana ; en espagnol : Diócesis de Pereira) est un diocèse de l'Église catholique en Colombie, suffragant de l'archidiocèse de Manizales.

## Territoire

Il comprend les municipalités d'Apía, Balboa, Belén de Umbría, Dosquebradas, Guática, La Celia, La Virginia, Marsella, Mistrató, Pereira, Pueblo Rico, Quinchía et Santuario du département de Risaralda et les municipalités d'Anserma, Belalcázar, Marmato, Riosucio, Risaralda, Supía et Viterbo du département de Caldas.
Il possède un territoire d'une superficie de 6 126 km2 divisé en 111 paroisses. Le siège épiscopal est dans la ville de Pereira où se trouve la cathédrale Notre-Dame-de-la-Pauvreté (es).

## Historique
Le diocèse est érigé le 17 décembre 1952 par la constitution apostolique Leguntur saepissime du pape Pie XII en prenant une partie du territoire de la préfecture apostolique de Chocóet du diocèse de Manizales (aujourd'hui archidiocèse de Manizales).
Par la lettre apostolique Quod novissima du 24 octobre 1953, Pie XII reconnaît que la Vierge Marie vénérée sous le vocable de l'Immaculée Conception est la patronne principale du diocèse.
À l'origine suffragant de l'archidiocèse de Medellín, il intègre la province ecclésiastique de l'archidiocèse de Manizales le 10 mai 1954 en vertu de la constitution apostolique Ob arduum.

## Évêques
- Baltasar Álvarez Restrepo (18 décembre 1952 - 1er juillet 1976)
- Darío Castrillón Hoyos (1er juillet 1976 - 16 décembre 1992), nommé archevêque de Bucaramanga
- Fabio Suescún Mutis (20 novembre 1993 - 19 janvier 2001), nommé à l'ordinariat militaire de Colombie
- Tulio Duque Gutiérrez, S.D.S (25 juillet 2001 - 15 juillet 2011)
- Rigoberto Corredor Bermúdez (15 juillet 2011 - 4 octobre 2024)
- Nelson Jair Cardona Ramírez, depuis le 4 octobre 2024